# ممدوح وافي
ممدوح وافي ( 30 نوفمبر 1951 - 17 أكتوبر 2004)، ممثل مصري ووالد الممثلة ياسمين وافي.

## أهم أعماله
ومن أبرز أعماله بطولته لمسرحية حمري جمري وأيضاً مشاركته في مسرحية بندق بيه مع محمد عوض وكان اسم ممدوح وافي في المسرحية عباس وشارك في مسرحية الورثة مع نجاح الموجي وسيد زيان وكان اسم ممدوح وافي الدكتور شريف إلى جانب مشاركته في مجموعة من المسرحيات للفنان محمد صبحي خصوصا «الهمجي» كما شارك في المسلسل الكوميدي الاجتماعي يوميات ونيس أو عائلة ونيس وتقمص دور فؤاد البخيل زوج حريصة بنت عم ونيس محمد صبحي، كما شارك مع الفنان أحمد زكي في عدد من الأفلام بينها «البيضة والحجر» و«زوجة رجل مهم» و«الإمبرطور» و«إستاكوزا» و«أبو الدهب»، وأدى أدوارا كثيرة في المسلسلات التلفزيونية كان من بينها دوره كزوج لحماة نور الشريف في مسلسل «الحاج متولي» الذي أثار جدلاً على صعيد العالم العربي عند عرضه.
- من الأفلام:
  - إلا ابنتي
- من التمثيليات التلفزيونية:
  - برج الأسد بدور جلال
  - مسلسل الفجالة في دور قرنفل

## مرضه
وكشف عن مرض وافي صدفة أثناء مرافقته صديقه الحميم الفنان أحمد زكي في رحلة علاجه من سرطان الرئة في الأشهر السابقة، واشتدت عليه الآلام في هذه الفترة حيث كشف الأطباء عن إصابته بمرض سرطان الجهاز الهضمي.

## رحيله
أعلنت مصادر طبية في مستشفى القصر العيني بالقاهرة يوم السبت الموافق 17 أكتوبر 2004 وفاة الفنان الكوميدي المصري ممدوح وافي عن عمر يناهز 53 عاما، بعد معاناة مع مرض السرطان في الجهاز الهضمي.
وكما كان الصديقي وافي وزكي الحميمين متلازمين في الحياة فلم يشاؤا أن يتفرقوا بعدها حتى أن الفنان أحمد زكي لحق به بعد مدة قصيرة.

## روابط خارجية
- ممدوح وافي على موقع IMDb (الإنجليزية)
- ممدوح وافي على موقع الدهليز
- ممدوح وافي على موقع قاعدة بيانات الأفلام العربية
- ممدوح وافي على موقع قاعدة بيانات الفيلم (الإنجليزية)